# Ізобільне (Нікопольський район)
Ізобільне — колишній населений пункт Магдалинівського району Дніпропетровської області.

## Стислі відомості
Станом на 1960 рік — селище Менжинської сільської ради Нікопольського району Дніпропетровської області.
В часи «застою» віднесене до «неперспективних» сіл. Населення за даними 1987 становило 60 осіб.
Знято з обліку рішенням виконавчого комітету Дніпропетровської обласної Ради народних депутатів від 27 липня 1989 року.
Перебувало на відстані 2,5 км від села Катеринівка. Зараз на місці селища розташований Північний кар'єр Орджонікідзевського ГЗК.